# Sgt. Slaughter
Robert Remus (ur. 27 sierpnia 1948 w Detroit) – amerykański wrestler lepiej znany pod swoim pseudonimem ringowym jako Sgt. Slaughter. Jako wrestler słynie głównie z odgrywania roli sierżanta, na którym wzorowana była jedna z postaci związanych z franczyzą G.I. Joe. Jest zdobywcą WWE World Heavyweight Championship i członkiem WWE Hall of Fame.

## Wczesne życie
Urodził się 27 sierpnia 1948 w Detroit w stanie Michigan jako Robert Remus. W młodości trenował zapasy i futbol amerykański. Odbył służbę w United States Marine Corps.

## Kariera wrestlerska

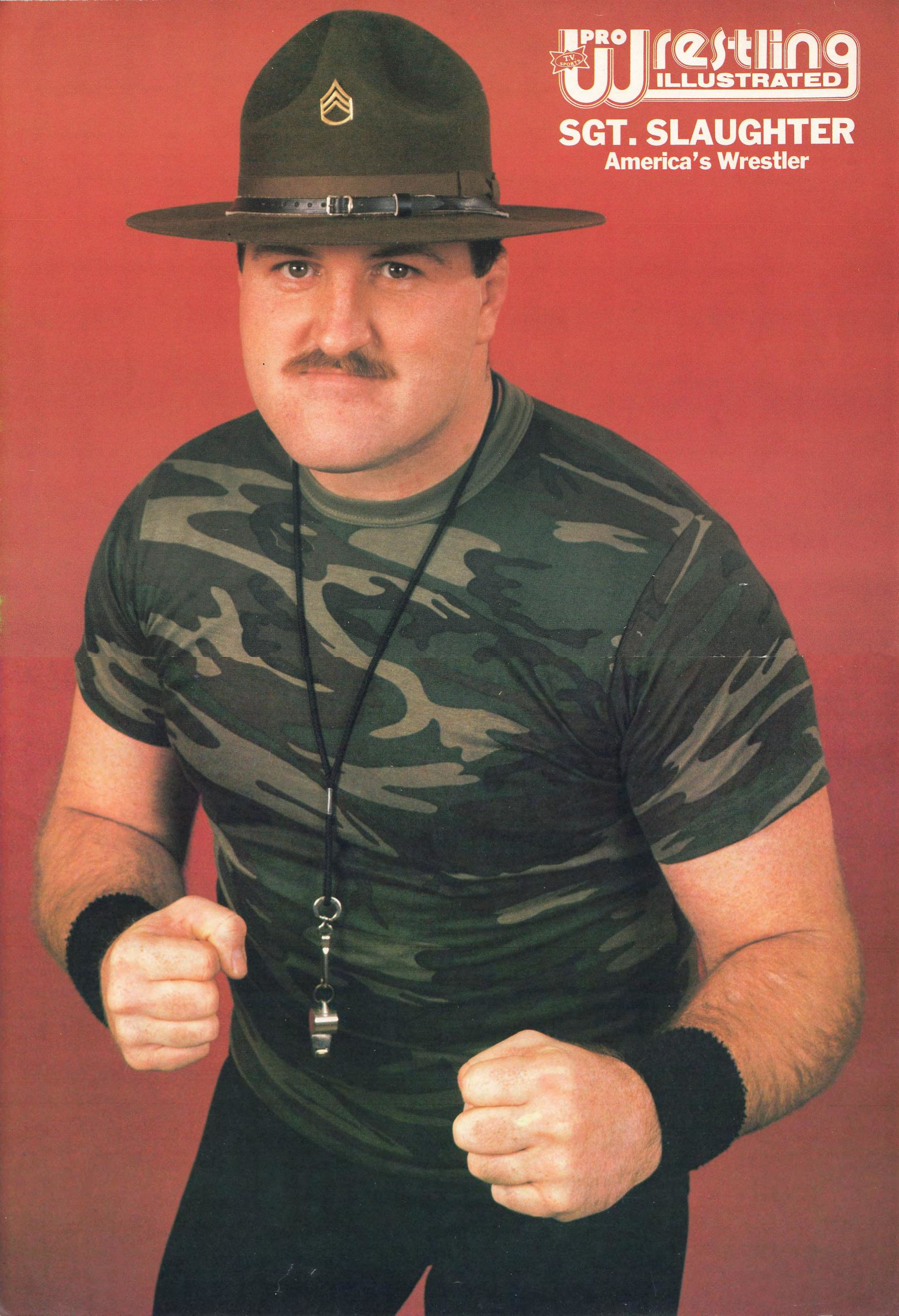
Zdjęcie Sgt. Slaughtera w czasopiśmie Pro Wrestling Illustrated z 1985 roku

Jego trenerami byli Verne Gagne, Joe Scarpello i Billy Robinson. Debiutował jako wrestler w 1973. Karierę zaczynał w organizacji American Wrestling Association (AWA), gdzie występował pod swoim prawdziwym imieniem i nazwiskiem. Cztery lata później zaczął występować pod maską jako Super Destroyer Mark II w tag teamie z zamaskowanym wrestlerem o imieniu Super Destroyer Mark III. Ich managerem był wówczas Lord Alfred Hayes. Gdy Mark II pokłócił się z partnerem, partnerzy zaczęli ze sobą rywalizować. Hayes pozostał przy Marku III, a Mark II zatrudnił jako swojego managera Bobby’ego “The Brain” Heenana.
W 1980 debiutował w organizacji World Wrestling Federation (WWF), gdzie przyjął pseudonim ringowy Sergeant Slaughter (z ang. Sierżant Rzeź lub Sierżant Ubój) oraz gimmick brutalnego dręczyciela i instruktora wojskowego w stopniu sierżanta. Był zatem heelem. Jego pierwszy pobyt w WWF trwał mniej, niż rok. W tym czasie Slaughter zmierzył się z takimi przeciwnikami jak Bruno Sammartino, Pedro Morales, Pat Patterson i André the Giant.
4 października 1981 w organizacji Mid-Atlantic Championship Wrestling (MACW) wygrał turnieju o mistrzostwo NWA United States Heavyweight. Pokonał kolejno Johnny’ego Weavera, Jaya Youngblooda i w finale Ricky’ego Steamboata. Zdobył też mistrzostwo drużynowe NWA World Tag Team Championship z Donem Kernodle’em.
W 1983 powrócił do World Wrestling Federation (WWF) i konkurował z mistrzem WWF World Heavyweight, Bobem Backlundem, chcąc przejąć jego tytuł, ale bez powodzenia. W 1984 rozpoczął rywalizację z nowym mistrzem, The Iron Sheikiem, który był antyamerykańskim irańskim nacjonalistą. W tej rywalizacji Slaughter był face’em, ponieważ bronił honoru swojego kraju. Slaughter i Sheik stoczyli ze sobą pojedynki w prawie wszystkich stanach USA. Przeważnie walczyli w stalowych klatach lub w walkach typu Boot Camp Match. W 1985 firma Hasbro zaproponowała Slaughterowi umowę na wykorzystanie jego wizerunku. WWF nie chciało się na to zgodzić, ponieważ dotąd organizacja udzielała firmie LJN wyłączności na wykorzystanie wizerunku wrestlerów do produkcji zabawek. Slaughter postanowił podpisać umowę z Hasbro i odejść z WWF.
W 1985 dołączył do organizacji American Wrestling Association (AWA), prowadzonej przez dawnego trenera Slaughtera, Verne’a Gagne. Pełnił rolę patriotycznego face'a, broniącego amerykańskich ideałów i rywalizującego z takimi antyamerykańskimi nacjonalistami jak Boris Zhukov z ZSRR, Colonel DeBeers z RPA oraz Iron Sheik, który miał chcieć się zemścić na sierżancie za poniżenia, jakich doznał w WWF. Slaughter był też pretendentem do mistrzostwa AWA World Heavyweight i rywalizował z kolejnymi jego posiadaczami, Stanem Hansenem i Larrym Zbyszko, ale nie odniósł sukcesu.
Gdy w 1990 organizacja AWA upadała, Slaughter powrócił do WWF po raz trzeci i znowu stał się heelem. Twierdził, że Stany Zjednoczone stały się zbyt miękkie, odkąd skończyła się zimna wojna. W czasie wojny w Zatoce Perskiej zadeklarował się jako sympatyk Iraku. Otrzymywał w tym okresie wiele gróźb śmierci od rozdrażnionych Amerykanów. 19 stycznia 1991 na gali Royal Rumble w końcu udało mu się zdobyć swoje pierwsze mistrzostwo światowe, pokonując The Ultimate Warriora w walce o należący do niego pas WWF World Heavyweight Championship. Postąpił jednak nieuczciwie, ponieważ w zwycięstwie pomógł mu „Macho King” Randy Savage. Wkrótce Slaughter utworzył tag team ze swoimi dawnymi wrogami, Sheikiem Adnan Al-Kaissey, znanym wówczas jako General Adnan, i The Iron Sheikiem, znanym wówczas jako Colonel Mustafa. Drużyna ta nosiła nazwę The Triangle of Terror (z ang. Trójkąt terroru) i rywalizowała z Hulkiem Hoganem oraz Ultimate Warriorem. 24 marca 1991 na gali WrestleMania VII Slaughter został pokonany w walce o swoje mistrzostwo przez Hulka Hogana. W 1991 na gali SummerSlam Hogan i Warrior pokonali we dwójkę Triangle of Terror w pojedynku tag teamów. Stany Zjednoczone w końcu wygrały wojnę w Zatoce Perskiej, więc Slaughter ponownie stał się face’em i patriotą i poprosił fanów wrestlingu o przebaczenie. Wkrótce utworzył nowy tag team, tym razem z innym patriotą, “Hacksaw” Jimem Dugganem. 19 stycznia 1992 wziął udział w bitwie na gali Royal Rumble. Wszedł na ring jako dwudziesty ósmy i został wyeliminowany jako dwudziesty drugi przez Sida Vicious. Również w 1992 oświadczył, że rezygnuje z kariery wrestlera w pełnym wymiarze czasowym.
W 1995 wprowadził do galerii sławy WWE Hall of Fame The Grand Wizarda.
W 1997 został komisarzem WWF. Próbował opanować chaos, powodowany przez grupę D-Generation X, złożonej z Triple H-a, Shawna Michaelsa i Chyny. Gdy Vince McMahon oficjalnie ujawnił się jako główny zarządca WWF, Slaughter był jego wiernym służącym i sojusznikiem w rywalizacji z niesubordynowanym wrestlerem Stone Cold Steve’em Austinem. Z czasem Slaughter wycofał się z aktywnych występów w telewizji i pracował głównie za kulisami. Później został ambasadorem World Wrestling Enterteinment (WWE, dawne WWF).
Został wprowadzony do galerii sławy WWE Hall of Fame w 2004 przez Pata Pattersona. Rok później Slaughter wprowadził do galerii The Iron Sheika.

## Inne media
Remus podkładał głos w animowanym serialu WWE Camp, w którym grał parodię samego siebie. Zagrał też w komedii Źli faceci z 1986.

### G.I. Joe
W 1985 podpisał umowę z Hasbro, firmą produkującą zabawki. Udzielił zgody na wykorzystanie swojego wizerunku, co umożliwiło firmie stworzenie postaci sierżanta Slaughtera, wzorowanej na wrestlerskim alter ego Roberta Remusa. Postać ta została wykorzystana w serii zabawek i komiksów G.I. Joe. Na podstawie serii zabawek powstał serial animowany Akcja G.I. Joe, w którym Remus podkładał głos pod postać sierżanta Slaughtera.

### Gry komputerowe
Przedstawiająca go grywalna postać pojawiła się w siedmiu grach o wrestlingu: WWF Attitude (1999, N64, GB, PS, DC), WWE SmackDown! Here Comes The Pain (2003, PS2), WWE Legends Of WrestleMania (2009, Xbox360, PS3), WWE All-Stars (2011, Wii, 3DS, Xbox360, PS2, PS3, PSP), WWE 2K14 (2013, Xbox360, PS3), WWE 2K15 (2014, Xbox360, XboxOne, PS3, PS4, PC) i WWE 2K16 (2015, Xbox360, XboxOne, PS3, PS4, PC).

## Mistrzostwa i osiągnięcia
- American Wrestling Association

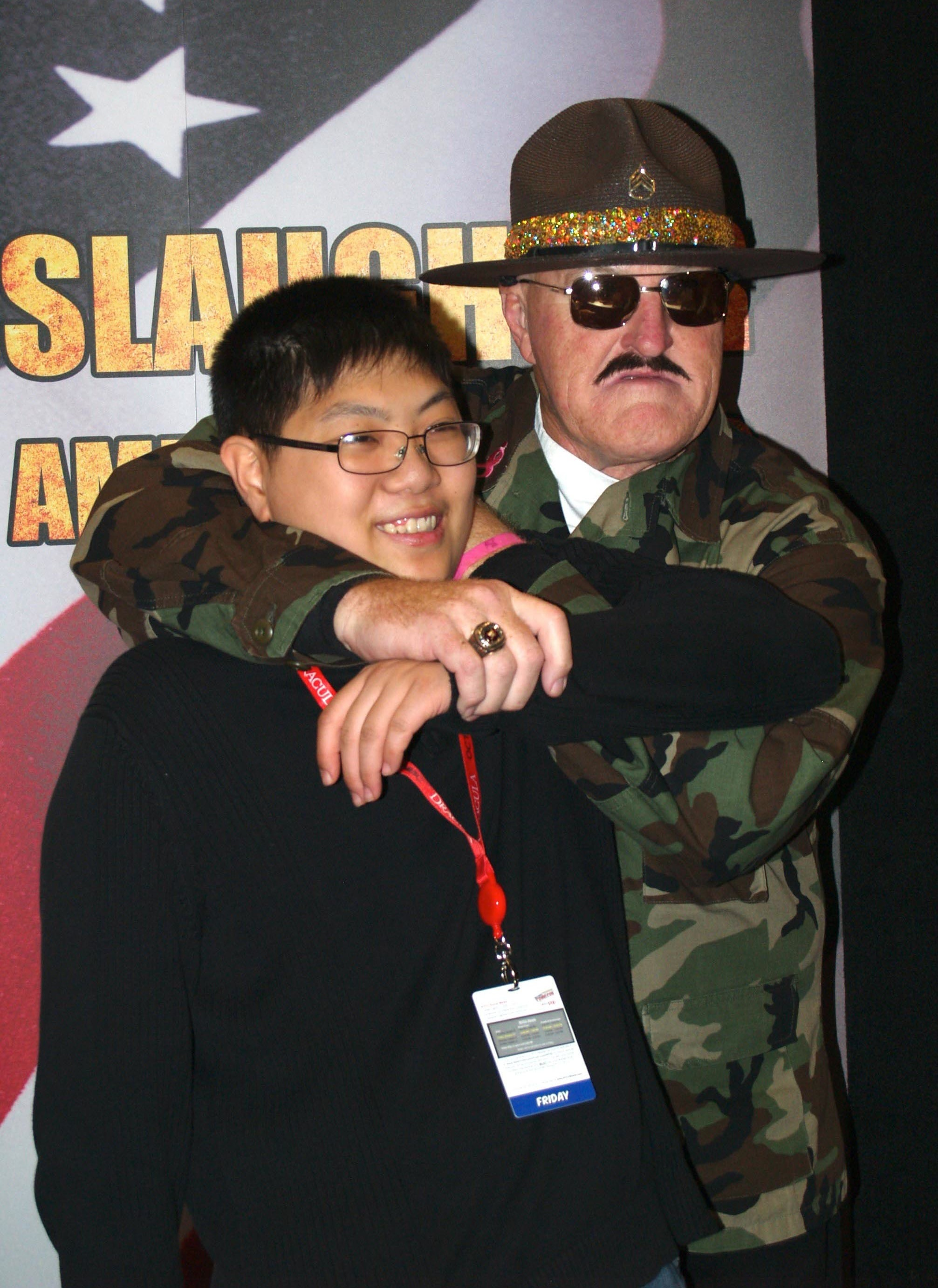
Sgt. Slaughter (z prawej) prezentujący chwyt The Cobra Cluntch w trakcie pozowania do zdjęcia z fanem na konwencie New York Comic Con z 11 października 2013

  - AWA America Heavyweight Championship (1 raz)
  - AWA British Empire Heavyweight Championship (1 raz)
- Central States Wrestling
  - NWA Central States Heavyweight Championship (3 razy)
- Maple Leaf Wrestling
  - NWA Canadian Heavyweight Championship (1 raz)
- Mid-Atlantic Championship Wrestling
  - NWA United States Heavyweight Championship (2 razy)
  - NWA World Tag Team Championship (1 raz) – z Donem Kernodle’em
- USA Pro Wrestling
  - USA Pro Heavyweight Championship (1 raz)
- World Wrestling Federation
  - WWF World Heavyweight Championship (1 raz)
- World Wrestling Entertainment
  - WWE Hall of Fame (2004)[1]
- Pro Wrestling Illustrated
  - Najbardziej inspirujący zawodnik roku (od 1984)
  - Najbardziej znienawidzony zawodnik roku, najlepszy heel (1991)[1]
- Professional Wrestling Hall of Fame and Museum
  - Wprowadzony w 2016[9]
- Wrestling Observer Newsletter
  - Najlepsza walka we wrestlingu (1981 z Patem Pattersonem)[1]